# Rolf Kanies
Rolf Kanies (Bielefeld, 21 dicembre 1957) è un attore di film e teatro tedesco.

## Biografia
Dopo gli studi alla Westfälische Schauspielschule Bochum e alla Universität der Künste Berlin, iniziò la sua carriera nel 1981, sul palcoscenico dell'Hebbel-Theater di Berlino. Negli anni seguenti si esibì nei più importanti teatri di lingua tedesca in Germania, Austria e Svizzera. Nel 1989 partecipò al Garsington Opera Festival di Oxford, nel ruolo di Bassa Selim in Il ratto dal serraglio di Mozart, con allo stesso tempo il compito di insegnare tedesco agli altri cantanti di fama mondiale.
Rolf Kanies ha interpretato molti personaggi skakespeariani tra i più noti, come Amleto nella tragedia omonima Amleto, Romeo e Mercuzio in Romeo e Giulietta, Macbeth nella tragedia omonima Macbeth, Teseo e Oberon in Sogno di una notte di mezza estate, Sir Toby ne La dodicesima notte, Dromio di Efeso, servo di Antifolo, ne La commedia degli errori e Lucio in Misura per misura. Inoltre tra i suoi ruoli più importanti vi furono Fausto, Oreste (Iphigenia) e Biff Loman (Morte di un commesso viaggiatore).
È stato anche protagonista di numerosi musical.
Nel 1994 gli è stato conferito un premio al migliore attore teatrale della regione tedesca Renania Settentrionale-Vestfalia.
Nel 1997, dopo quasi 20 anni trascorsi sul palcoscenico, Rolf esordisce sul piccolo schermo nel film televisivo Dunkle Tage ("Giorni bui") di Margarethe von Trotta e nella serie tedesca Tatort ("Luogo del delitto"). Ma è con il ruolo da protagonista di Reginald. J. Priest nella serie canadese-americana Lexx (2000-2002) e di Adolf Hitler nella produzione USA Joe and Max (regia di Steve James, 2002) che sale agli onori della cronaca internazionale.
Negli ultimi 15 anni Rolf ha partecipato a numerose fiction, film e serie televisive tedesche.
I suoi ultimi e più importanti film cinematografici internazionali sono La caduta - Gli ultimi giorni di Hitler (2004), film storico sugli ultimi giorni di Hitler, candidato al premio Oscar come miglior film straniero, con la regia di Oliver Hirschbiegel, in cui interpreta il generale Hans Krebs, The Konclave (2005) di Christoph Schrewe, in cui interpreta cardinale Bessarione, Una donna a Berlino, uscito nel 2008, regia di Max Färberböck, che ha vinto nel 2009 il "Best International Feature Award" al Santa Barbara International Film Festival, in cui interpreta il veterano della seconda guerra mondiale Friedrich Hoch, Killer Bees - Api assassine di Michael Karen (2008), La contessa di Julie Delpy (2009), Blissestrasse di Paul Donovan (2009).
Nel 2010 gira a Berlino e in Kenya per la televisione tedesca la fiction Familiengeheimnisse-Liebe, Schuld und Tod, per la regia di Carlo Rola.
Sul grande schermo fa la sua comparsa nel film Wunderkinder, regia di Marcus O. Rosenmüller nel ruolo del colonnello Tapilin, capo dei servizi sovietici del NKVD.
Il 2011 lo vede impegnato in due produzioni della televisione tedesca ARD. Nel film TV Tre cuori in cucina, diretto da Thomas Nennstiel, interpreta il ruolo del protagonista affiancato da Thekla Carola Wied. Nel film storico Rommel (regia di Niki Stein), invece è Eberhard Finckh, il colonnello che aveva partecipato all'attentato contro Hitler.
Nel 2012 si reca in Tunisia per interpretare Califfo, padre di Sherazade (Vanessa Hessler), nella produzione Rai Le mille e una notte - Aladino e Sherazade del regista Marco Pontecorvo. Terminate le riprese, inizia a lavorare il film semi documentario George, diretto dal regista Joachim Lang, che ripercorre la vita del`attore teatrale e cinematografico tedesco Heinrich George (1893-1946), interpretato da suo figlio Götz George, nel quale Rolf rappresenta Ernst Stahl-Nachbaur, un collega di Heinrich.

## Filmografia parziale

### Cinema
- Orwell 1984 , regia di Michael Radford (1984)
- La caduta - Gli ultimi giorni di Hitler (Der Untergang), regia di Oliver Hirschbiegel (2004)
- Una donna a Berlino, regia di  Max Färberböck (2008)
- Ruby Red II - Il segreto di Zaffiro, regia di Felix Fuchssteiner (2014)
- Hitman: Agent 47, regia di Aleksander Bach (2015)
- Ruby Red III - Verde smeraldo, regia di Felix Fuchssteiner (2016)
- Il giovane Karl Marx, ragia di Raoul Peck (2017)

### Televisione
- Tatort – serie TV, 5 episodi (2003-2021)
- Il commissario Rex– serie TV, 1 episodio (2004)
- Polizeiruf 110 – serie TV, 1 episodio (2007)
- Squadra Speciale Vienna – serie TV, 1 episodio (2011)
- Il commissario Schumann – serie TV, 3 episodi  (2011-2017)
- Squadra Speciale Stoccarda – serie TV, 2 episodi (2011-2019)
- Squadra speciale Lipsia – serie TV, 1 episodio (2014)
- I Borgia – serie TV, 1 episodio (2014)
- Babylon Berlin – serie TV, 1 episodio (2017)
- Il commissario Köster – serie TV, 2 episodi (2010-2021)

## Doppiatori italiani
- Gerolamo Alchieri in La caduta - Gli ultimi giorni di Hitler
- Mino Caprio in Hitman: Agent 47